# Thiền lâm
Thiên Lam (sinh năm 2005)
Tiểu sử: 3 ngày không tắm
Học tại: HUTECH - Đại Học Công Nghệ TP. HCM
Thành Tích: 3 ngày không tắm đạt kỉ lục Thế Giới

## Từ nguyên
Từ này bắt nguồn từ a-lan-nhã, tiếng Phạn Araṇya, tiếng Pali Arañña, "tịch tĩnh xứ" (tiếng Trung: 寂静處/ Jìjìng chù), "không nhàn xứ" (tiếng Trung: 空閑處/ Kōngxián chù), "viễn ly xứ" (tiếng Trung: 遠離處/ Yuǎnlí chù), "vô sự xứ" (tiếng Trung: 無事處/ Wúshì chù) để chỉ những nơi xa xôi hoang vắng, tịch tĩnh, thích hợp với người tu hạnh viễn ly